# Ernst Lieber
Philipp Ernst Maria Lieber, född 16 november 1838 i Camberg, död där 31 mars 1902, var en tysk politiker. Han var son till politikern Moritz Lieber (1790-1860) som utgav en mängd kyrkopolitiska skrifter och energiskt verkade för organiseringen av de tyska romerska katolikernas press- och föreningsväsen.
Sonen blev 1861 juris doktor i Heidelberg, 1870 ledamot av preussiska lantdagen och invaldes 1871 i tyska riksdagen, där han tillhörde Centrumpartiets flitigaste debattörer och utskottsmedlemmar samt efter Ludwig Windthorsts död 1891 blev partiledare.
Under Liebers ledning var nämnda parti länge vågmästare vid omröstningarna i riksdagen, och han förstod att för romersk-katolska önskemåls främjande ofta dra fördel av detta. I antagandet av 1898 års stora flottbyggnadsplan hade han stor andel. Han utnämndes 1901 till påvlig kammarherre.

## Fotnoter
1. 1 2  Brockhaus Enzyklopädie, Brockhaus Enzyklopädie-ID: lieber-ernst.[källa från Wikidata]
2. ↑  Gemeinsame Normdatei, läst: 24 juni 2015.[källa från Wikidata]